# パサージュ!
『パサージュ! 〜passage of life〜』は、2014年9月26日に戯画より発売されたアダルトゲーム。

## 登場人物
高槻 裕也（たかつき ゆうや）
本作の主人公。

北園 奈菜（きたぞの なな）
声 - 白月かなめ

塚原 梨沙（つかはら りさ）
声 - 藤森ゆき奈

千代田 未央（ちよだ みお）
声 - 秋野花

月見 彩子（つきみ あやこ）
声 - 桜川未央

春日 雀（かすが すずめ）
声 - 雪村とあ

沢良木 始（さわらぎ はじめ）
声 - ますおかゆうじ

天川 伸一（あまかわ しんいち）
声 - とりぷるB

奈佐原 結衣（なさはら ゆい）
声 - 西乃ころね

## スタッフ
- 原画 - 石鎚かがみ、かわいそうな子、雪月竹馬
  - キャラクターデザイン - 石鎚かがみ、かわいそうな子
  - サブキャラクターデザイン - 雪月竹馬
- SD原画 - 泉水いこ
- シナリオ - ギハラ、水越ナゴ、犬狂い
- BGM - R.East（Angel Note）
- 背景制作 - Y・M、NK、サイキライダー
- ムービー制作 - 神月社[Mju:z]、えん[Mju:z]、B.J.[Mju:z]
- ビジュアルチーフ - eco*（株式会社65bpm）
- ビジュアル彩色 - 33、トンヌラ、はいんける、犬山うめきち、水野早桜、くない瓜、eri、Yoh、せんや、石丸康弘
- システムグラフィック - じぇ
- グラフィックデータ作成 - さくら餅、しゃちょー
- CV音声制作 - 有限会社ロックンバナナ
- 音声収録 - ぴら
- CV音声編集 - じぇりす、YOKO
- CV制作担当 - いそこ
- 録音スタジオ - R/B2 STUDIO
- キャスティング協力 - ロックンバナナ
- ロゴデザイン - 木緒なち（KOME WORKS）
- Webサイト制作 - 火鉢いろり（KOME WORKS）
- スクリプト - サルト、小判、うみいるか
- デバッグ - 大地こねこ、といき、ちくわぶ、ももちん、NK
- ディレクション - しゃちょー、じぇ

## 主題歌
メインテーマ「Beginning Moment」
作曲・編曲 - 青田新名 / 歌・作詞 - 真里歌
ベース - 宮下大 / ギター - 原章馬 / ピアノ - じんじゃ
エンディングテーマ「始まりの日」
作曲・編曲 - 伊福部武史 / 歌・作詞 - Riryka
Sound produced by Angel Note

## 関連商品
- 初回特典 オリジナルサウンドトラック「Memory of Passage『Passage!』」
| #         | タイトル                           | 作詞      | 作曲                     | 時間 |
| --------- | ---------------------------------- | --------- | ------------------------ | ---- |
| 1.        | 「Beginning Moment」(歌：真里歌)   |           | 青田新名（Angel Note）   | 4:22 |
| 2.        | 「A New Day」                      |           | R.East（Angel Note）     | 1:55 |
| 3.        | 「So Nice」                        |           | R.East（Angel Note）     | 2:22 |
| 4.        | 「Joyful days」                    |           | R.East（Angel Note）     | 2:31 |
| 5.        | 「steps and hops」                 |           | R.East（Angel Note）     | 2:47 |
| 6.        | 「humorous time」                  |           | R.East（Angel Note）     | 2:21 |
| 7.        | 「take it easy」                   |           | R.East（Angel Note）     | 2:32 |
| 8.        | 「No Ticket To Ride」              |           | R.East（Angel Note）     | 3:11 |
| 9.        | 「cotton candy」                   |           | R.East（Angel Note）     | 1:39 |
| 10.       | 「a prime suspect」                |           | R.East（Angel Note）     | 1:53 |
| 11.       | 「The Pinball」                    |           | R.East（Angel Note）     | 1:45 |
| 12.       | 「In My Dreams」                   |           | R.East（Angel Note）     | 1:54 |
| 13.       | 「madoromi」                       |           | R.East（Angel Note）     | 2:00 |
| 14.       | 「Have You Ever?」                 |           | R.East（Angel Note）     | 1:52 |
| 15.       | 「Race The Night」                 |           | R.East（Angel Note）     | 1:53 |
| 16.       | 「The Saint's Day」                |           | R.East（Angel Note）     | 1:55 |
| 17.       | 「grief」                          |           | R.East（Angel Note）     | 2:09 |
| 18.       | 「last forever」                   |           | R.East（Angel Note）     | 1:31 |
| 19.       | 「long way to home」               |           | R.East（Angel Note）     | 2:27 |
| 20.       | 「In Your Dreams」                 |           | R.East（Angel Note）     | 2:32 |
| 21.       | 「始まりの日」(歌：Riryka)         |           | 伊福部武史（Angel Note） | 5:03 |
| 22.       | 「Beginning Moment (カラオケver)」 |           | 青田新名（Angel Note）   | 4:22 |
| 23.       | 「始まりの日 (カラオケver)」       |           | 伊福部武史（Angel Note） | 5:01 |
| 合計時間: | 合計時間:                          | 合計時間: | 59:57                    |      |